# Catherine François
Pour les articles homonymes, voir François.
Catherine François, née en 1972, est une joueuse française de water-polo.

## Carrière
Avec l'équipe de France féminine de water-polo, Evelyne François est médaillée de bronze aux Championnats d'Europe 1989.